# Allison Munn
Allison Munn (* 7. Oktober 1974 in Columbia, South Carolina) ist eine US-amerikanische Schauspielerin.

## Leben

### Karriere
Nachdem sie in Charleston das College abgeschlossen hatte, zog Munn zum Studieren nach New York City. Am Off-Broadway trat sie in über 500 Aufführungen des Stücks The Fantasticks auf. Ab 1999 war Munn in zahlreichen Filmen, u. a. Weißer Oleander, und Fernsehserien zu sehen. In Die wilden Siebziger spielte sie in 9 Folgen die wiederkehrende Rolle der Caroline, in Hallo Holly in 59 Folgen die Hauptrolle der Tina Haven und in One Tree Hill in 20 Folgen die wiederkehrende Rolle der Lauren. Von 2014 bis 2018 spielte Munn in Nicky, Ricky, Dicky & Dawn die Hauptrolle der Anne Harper, die sie in 84 Folgen verkörperte.

### Privat
Am 17. November 2007 heiratete Munn den Schauspieler Scott Holroyd. Mit ihm hat sie zwei gemeinsame Kinder.

## Filmografie (Auswahl)
- 1999–2000: Future Man (Now and Again, 2 Folgen)
- 2000: Law & Order: Special Victims Unit (Folge 1x12)
- 2001–2006: Die wilden Siebziger (That ’70s Show, 9 Folgen)
- 2002: JAG – Im Auftrag der Ehre (JAG, Folge 7x14)
- 2002: Boston Public (Folge 2x16)
- 2002: Weißer Oleander (White Oleander)
- 2003: Charmed – Zauberhafte Hexen (Charmed, Folge 5x14)
- 2003–2006: Hallo Holly (What I Like About You, 59 Folgen)
- 2005: Elizabethtown
- 2009–2012: One Tree Hill (20 Folgen)
- 2014: Instant Mom (Folge 2x05)
- 2014–2018: Nicky, Ricky, Dicky & Dawn (84 Folgen)
- 2015: It’s Always Sunny in Philadelphia (Folge 10x06)
- 2020: The Big Show Show (9 Folgen)